# Duberildo Jaque
Duberildo Jaque Araneda (Carahue, 7 de abril de 1921-Concepción, 21 de mayo de 2022) fue un abogado, profesor y político chileno.

## Biografía
Hijo de Pedro Jaque e Isidora Araneda. Se casó con Josefina Rodas Sánchez y tuvieron tres hijos.
Estudió en el Liceo de Temuco y luego en la Escuela de Derecho de la Universidad de Chile. Juró como abogado el 2 de diciembre de 1949 con la tesis "La aeronavegación comercial en Chile". Profesor de Educación cívica y de Economía Política del Liceo de Niñas de Concepción y en forma paralela, juez de Policía Local en Penco. En la Universidad de Concepción se desempeñó como ayudante del Seminario de Derecho Público y profesor titular de la cátedra de Derecho Administrativo de la Escuela de Derecho.
Fue oficial del Ministerio del Interior entre 1945 a 1949. Entre desde 1949 a 1961 fue secretario abogado de la Intendencia de Concepción y como tal, fue intendente subrogante en varias oportunidades.
Militante del Partido Radical, fue dirigente de la Juventud Radical de la 8.ª Comuna del Primer Distrito de Santiago; miembro de la Asamblea Radical de Concepción; y miembro de la Comisión Política del partido en la 23ª Convención Nacional.
En 1961 fue elegido diputado por la Decimoséptima Agrupación Departamental "Concepción, Tomé y Talcahuano", siendo reelegido en 1965 y 1969. Integró la Comisión Permanente de Gobierno Interior; la Comisión Permanente de Vivienda y Urbanismo; la de Integración Latinoamericana y la de Defensa Nacional, entre otras. En 1972 dejó el Partido Radical para unirse al Partido Izquierda Radical. Se presentó para la reelección en 1973, donde no logró ser reelegido.
Durante la dictadura militar fue uno de los firmantes del Manifiesto Democrático del 14 de marzo de 1983, que dio origen a la Alianza Democrática, agrupación que reunía a demócratacristianos, socialistas, radicales, conservadores-liberales y socialdemócratas contrarios al régimen de Augusto Pinochet.
Dedicado a la docencia, recibió reconocimientos por su labor como profesor en la Universidad de Concepción.
Popularmente llamado "el hombre bicentenario", falleció a los 101 años de vida.

## Historial electoral

### Elecciones parlamentarias de 1973
- Elecciones parlamentarias de 1973 para la 17ª Agrupación Departamental de Concepción[5]